# 甘露寺水库
甘露寺水库，位于中华人民共和国云南省腾冲市芒棒镇郑山社区（村）境内，是龙川江支流杨家河干流上一座中型水库。水库最早于1958年开工，中间经历多次停建和修改设计，至1981年完成土坝施工，当时建成为一座总库容500万立方米的小（一）型水库。由于渠系不配套，灌溉效益不明显。2010年水库开始扩建，主坝加高21米，库容扩建到1804.7万立方米。扩建工程于2014年通过竣工验收。